# Giuseppe Pericu
Giuseppe Pericu (n. 20 octombrie 1937, Genova, Italia – d. 13 iunie 2022, Genova, Italia) a fost un om politic italian, membru al Partidului Democrat, membru al Camerei Deputaților între anii 1994 și 1996 și primar al orașului Genova între anii 1997 și 2007.